# میوکی ماتسوشیتا
میوکی ماتسوشیتا (انگلیسی: Miyuki Matsushita; ۲۴ دسامبر ۱۹۶۹ – ) صداپیشه اهل ژاپن بود.